# 極樂天使
《極樂天使》為日本漫畫家田中機械創作的日本漫畫作品，於「LaLa」（白泉社）1999年3月號至2002年3月號連載。故事共22章。漫畫由白泉社出版，為該社「花與夢系列漫畫」書系之一，全5集、另有白泉社文庫版，全3集。後續漫畫於「LaLa」2016年4月號（2016年2月24日發行）再度連載。2016年改編為真人版連續劇。

## 主要登場人物
堤円
廣播劇配音：石田彰、日劇演出：福士蒼汰
主角。男大學生（初次登場時為高中3年級生），畢業後擔任教師。外號「小圓」。性格飄浮不定，感情經歷空白。運動神經跟常人一樣，很怕狗，天生的音痴。具有靈異體質。7月19日生。血型：B型。身高175cm。
鍋島
廣播劇配音：置鮎龍太郎、日劇演出：鈴木亮平 
GSG（極樂送迎）送迎二課員工。真實身分是死神。很愛抽煙。6月4日生、4月10日逝世。血型：O型。身高182cm。
柚子
廣播劇配音：南央美、日劇演出：濱田茲音
鍋島的搭檔，同樣是死神。長相可愛。3月3日生、8月27日逝世。血型：O型。身高145cm。
阿熊幸
廣播劇配音：雪乃五月、日劇演出：土屋太鳳
GSG打工人員。女高中生（之後的短大生）。跟圓一樣有陰陽眼。無所不知的萬事通。11月29日生。血型：A型。身高165cm。
津田
廣播劇配音：伊藤健太郎
圓的高中同學。
緒川千里
廣播劇配音：久川綾、日劇演出：門脇麥
大學與圓相遇後就一直對他念念不忘，之後因意外事故身亡。

## 漫畫出版情報

### 日文版
| 年份               | 書名                          | 作者     | 出版社           | ISBN               | 收錄                                        |
| 1999年12月4日發行  | お迎えです。花與夢系列、全5集 | 田中機械 | 白泉社           | ISBN 4592177460    | 変化の法則、ときわ2本松                     |
| 2000年6月5日發行   | お迎えです。花與夢系列、全5集 | 田中機械 | 白泉社           | ISBN 4592177630    | 無敵のハートビーター、天然求心力α           |
| 2001年5月2日發行   | お迎えです。花與夢系列、全5集 | 田中機械 | 白泉社           | ISBN 4592170202    |                                             |
| 2001年11月5日發行  | お迎えです。花與夢系列、全5集 | 田中機械 | 白泉社           | ISBN 4592170210    | 番外編 サヨナラほうき星、苦いクスリに甘い嘘 |
| 2002年5月2日發行   | お迎えです。花與夢系列、全5集 | 田中機械 | 白泉社           | ISBN 4592170229    |                                             |
| 2007年9月14日發行  | お迎えです。全3集             | 田中機械 | 白泉社白泉社文庫 | ISBN 9784592885283 |                                             |
| 2007年11月15日發行 | お迎えです。全3集             | 田中機械 | 白泉社白泉社文庫 | ISBN 9784592885290 | 番外編 サヨナラほうき星                     |
| 2008年1月11日發行  | お迎えです。全3集             | 田中機械 | 白泉社白泉社文庫 | ISBN 9784592885306 |                                             |

### 台灣中文版
| 年份              | 書名     | 作者            | 譯者   | 出版社     | ISBN               |
| 2001年4月26日發行 | 極樂天使 | 田中機械，全5集 | 陳玉華 | 東立出版社 | ISBN 9789577314239 |
| 2002年9月12日發行 | 極樂天使 | 田中機械，全5集 | 陳玉華 | 東立出版社 | ISBN 9789577314246 |
| 2002年12月2日發行 | 極樂天使 | 田中機械，全5集 | 陳玉華 | 東立出版社 | ISBN 9789861109015 |
| 2003年3月6日發行  | 極樂天使 | 田中機械，全5集 | 陳玉華 | 東立出版社 | ISBN 9789861111315 |
| 2003年4月8日發行  | 極樂天使 | 田中機械，全5集 | 陳玉華 | 東立出版社 | ISBN 9789861117706 |

## 電視劇
改編連續劇於2016年4月23日起在日本電視台的「週六連續劇」時段播出。由福士蒼汰主演。此劇為福士蒼汰在日本電視台的連續劇首部擔任主演的戲劇作品，女主角土屋太鳳亦是首度參與日本電視台的連續劇演出。原著漫畫書名是「お迎えです」，意為「我來接您了」，日劇劇名改為「お迎えデス」，其中的「デス」取英文「死神（Death）」諧音，因此日劇劇名有「死神來接您了」之意。

### 劇情概要
有著一對陰陽眼的堤圓原本是個平凡的宅男考生，某日偶然與鍋島和柚子相遇，兩人自稱就職於他方世界中的公司－GSG（極樂送迎），主要業務是專門替亡魂們實現願望，最終將徬徨幽靈送往彼岸。就這樣，堤圓的奇妙打工生涯開始了…

### 登場人物
- 堤圓：福士蒼汰
- 阿熊幸：土屋太鳳
- 鍋島：鈴木亮平
- 緒川千里：門脇麥
- 柚子：濱田茲音
- 堤由美子：石野真子

圓的親生母親。與沙也加沒有血緣關係。
- 堤郁夫：大杉漣

圓的父親。與圓沒有血緣關係。
- 堤沙也加：大友花戀

圓的異父異母妹妹，對圓的宅男作風總是表現的一附厭煩的樣子，事實上很喜歡圓。
- 加藤孝志：森永悠希

圓的同學。
- 篠崎：野間口徹
- 松本：根岸拓哉
- 魔百合：比留川游

以上3人為一課所屬的死神。
- 真奈美：松川星
- 佳織：小林璃央

以上2人為幸的同學兼好友。
- 阿熊久美子：高岡早紀

幸的母親。單親媽媽。經常赴海外出差，在家中的時間少之又少。

### 各集登場人物
△的角色為順利前往彼岸的幽靈。▲的角色為前往彼岸前變成怨靈，之後遭到消滅的幽靈。

#### 第1集
- 馬場陽造△：伊東四朗

玲子的父親，在女兒結婚之前過世。
- 佐野（馬場）玲子：菅野美穗

陽造的女兒。已懷有身孕。
- 佐野政造：矢柴俊博

玲子的結婚對象，打工族。立志成為漫畫家，正在創作以賽馬為題材的漫畫。
- 其他演員：富山惠理子

#### 第2集
- 和彌△：加部亞門

14歲即因心臓病過世的少年。生前曾和照顧他的護理師瑞江一起約好去搭乘摩天輪。
- 増田瑞江：比嘉愛未

負責照顧和彌的護理師。對於無法實現與和彌的約定感到到相當自責。
- 安田努：笠原秀幸

瑞江的男朋友。

#### 第3－4集
- 矢島美樹▲：野波麻帆

圓在上課時見到的高中教師。在畢業典禮的前一天過世。
- 中村亮二：龍星涼

美樹曾教過的學生。
- 保△：今野浩喜

在鍋島帶領下將前往彼岸的幽靈。
- 山下寬：飯田基祐（第4集）

阿幸的父親。醫院院長。

#### 第5集
- 加藤嘉子△：藤田弓子

加藤的祖母。與前田幸介是舊識。
- 前田幸介：西岡德馬

圓就讀的大學教授（專長為經濟學）。
- 江川利惠：飯豐萬理江

前田幸介的學生。

#### 第6集
- 達夫△：寺島進

業餘棒球隊「兔子」的隊員。對棒球極端熱愛的熱血大叔。
- 上原真之介：伊澤柾樹

業餘棒球隊「兔子」的隊員。
- 上原真理：森寬和

真之介的姐姐。
- 男性：三遊亭好樂

阿幸靈魂出竅時遇見的中年男性幽靈。

#### 第7集
- 清美：山下容莉枝

郁夫的前妻。沙也加的親生母親。

#### 第8集
- 村上麻美：小林涼子

鍋島的妹妹。律子生前的同居好友。

#### 第9集
- 袴田弘：田中圭

律子的同事。
- 真鍋律子△：觀月亞里沙

見到袴田弘與好友村上麻美有情人終成眷屬後順利成佛的幽靈。鍋島生前的女友。

### 製作團隊
- 劇本：尾崎將也[4]、泉澤陽子
- 音樂：高見優
- 主題歌：家入里歐「僕たちの未来」（我們的未來）（勝利娛樂）[10]
- 製作人：高亞希（日本電視台）、大塚英治（k-factory）
- 導演：南雲聖一、塚本連平、小室直子
- 製作協助：k-factory
- 製作出品：日本電視台

### 播出日程
| 各集   | 播出日期 | 日文標題 | 中文標題                                                                                        | 導演     | 收視率 | 備註 |
| ------ | -------- | -------- | ----------------------------------------------------------------------------------------------- | -------- | ------ | ---- |
| 第1集  | 4月23日  |          | 期望願望能實現的頑固幽靈爺爺與女兒之間的羈絆                                                    | 南雲聖一 | 10.3%  |      |
| 第2集  | 4月30日  |          | 幽靈的單戀…至今依然說不出口的話                                                                 | 南雲聖一 | 9.3%   |      |
| 第3集  | 5月7日   |          | 希望讓學生出人頭地…老師的願望                                                                   | 塚本連平 | 6.9%   |      |
| 第4集  | 5月14日  |          | 我要保護老師…學生的願望奇蹟的實現了！                                                           | 塚本連平 | 7.9%   |      |
| 第5集  | 5月21日  |          | 性騷擾冤案的目擊者就只有幽靈一個人而已！50年愛的奇蹟就在今天發生…                               | 南雲聖一 | 6.7%   |      |
| 第6集  | 5月28日  |          | 熱愛棒球的熱血幽靈與少年的夢想！笑點十足、歡樂不斷的幽靈？                                      | 小室直子 | 6.9%   |      |
| 第7集  | 6月4日   |          | 家人間的羈絆…雖然沒有血緣關係，但你們都是我的孩子啊！                                           | 塚本連平 | 8.2%   |      |
| 第8集  | 6月11日  |          | 最後一吻的目的…我一直都很喜歡你                                                                 | 小室直子 | 7.9%   |      |
| 完結篇 | 6月19日  |          | 最終回特別篇！殺害我的犯人是誰？隱藏在淚水之下的真相…感謝你一直守護在我身旁。你一定要得到幸福喲 | 南雲聖一 | 7.2%   |      |

- 因熊本縣發生地震，原預定於4月16日首播的本劇延後至4月23日播出。
- 完結篇延長60分鐘，共2小時

## 外部連結
- 極樂天使－白泉社官方網站（日語）
- 極樂天使－日本電視台官方網站 （页面存档备份，存于）（日語）
- 週六連續劇極樂天使的X（前Twitter）（日語）
- 通靈男女－緯來日本台官方網站 （页面存档备份，存于）

| 日本日本電視台 日本電視台週六連續劇        | 日本日本電視台 日本電視台週六連續劇       | 日本日本電視台 日本電視台週六連續劇 |
| ------------------------------------------ | ----------------------------------------- | ----------------------------------- |
|                                            | 極樂天使 （2016年4月23日－2016年6月19日） |                                     |
| 怪盗 山猫 （2016年1月16日－2016年3月19日） | 穿越時空的少女 （2016年7月9日－8月6日）   |                                     |

| 台灣 緯來日本台 週一至週五 23:00 - 00:00 | 台灣 緯來日本台 週一至週五 23:00 - 00:00    | 台灣 緯來日本台 週一至週五 23:00 - 00:00 |
| ---------------------------------------- | ------------------------------------------- | ---------------------------------------- |
|                                          | （2017.08.24－2017.09.06）                  |                                          |
| （2017.08.10－2017.08.23）               | （2017.09.07－2017.09.13） （2017.09.14－） |                                          |